# 가축

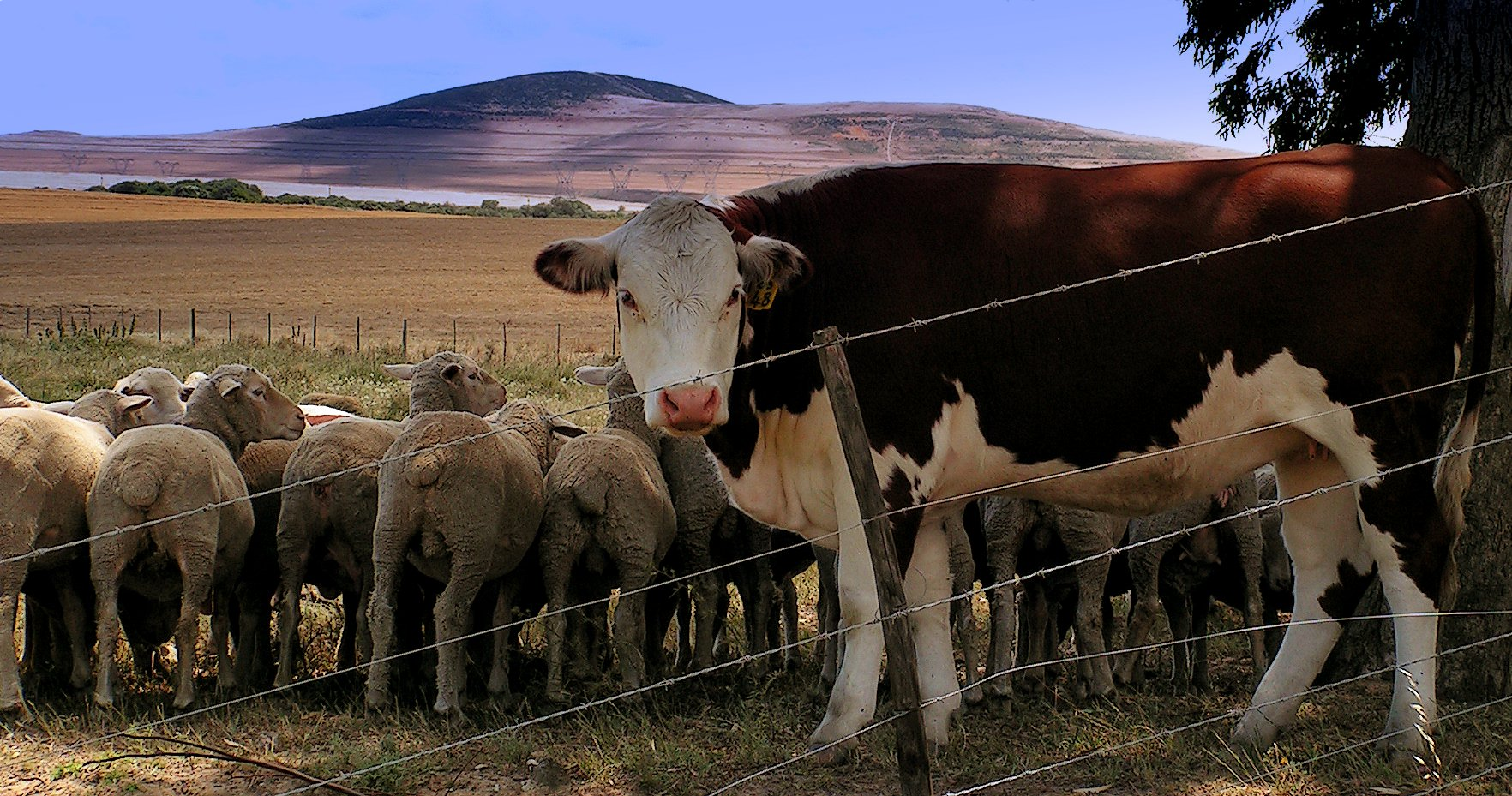
양과 소

가축(家畜, 영어: livestock)은 인간의 농업 환경에서 사육되는 길들여진 동물로, 노동력을 제공하고 고기, 달걀, 우유, 모피, 가죽, 양모와 같은 다양한 소비 제품을 생산하기 위해 키우는 동물을 말한다.
가축의 번식, 유지, 도살 및 전반적인 관리를 뜻하는 '축산'은 현대 농업의 일부이며, 인류가 수렵채집 생활 방식에서 농경 생활로 전환한 이후 많은 문화권에서 실천되어 왔다. 축산 방식은 문화와 시대에 따라 매우 다양하게 나타났다. 축산은 현재도 수많은 공동체에서 중요한 경제적, 문화적 역할을 수행하고 있다.
가축 사육 방식은 대부분 집약적 축산으로 전환되었다. 집약적 축산은 다양한 상업적 생산물의 수율을 높이지만, 동물 복지와 환경, 공중 보건에 부정적인 영향을 미친다. 특히 쇠고기, 유제품, 양고기는 농업 분야에서 발생하는 온실가스 배출의 주요 원인이 되고 있다.

## 개요
가축으로 분류되는 동물은 포유류와 조류 등이다. 대한민국에서는 축산법으로 가축의 종류를 정하고 있다.
고기나 알 등의 식자재를 얻거나 털을 이용하여 실을 만들기도 한다. 소와 말 같은 큰 동물은 농사에 이용하거나 이동 수단으로 사용하기도 한다. 개와 고양이처럼 애완동물로 기르기도 한다.

## 역사
인간은 선사 시대부터 가축을 이용하여 왔으며 최초의 가축은 개라고 추정되고 있다. 한국에서는 부여에서 각 부족을 대표하는 마가, 우가, 저가, 구가의 관직이 있어 이때 이미 말, 소, 돼지, 개가 가축으로 길러졌음을 알 수 있다. 고구려는 유리왕 21년에 제사에 쓸 돼지가 달아나 국내에서 발견되어 국내성으로 수도를 옮겼다고 삼국사기에 기록되어 있다.

## 종류
일반적인 가축의 종류로는 다음과 같은 것들이 있다.
- 포유류 :  소, 돼지, 기니피그, 양, 염소, 개, 말, 낙타 등
- 가금류 : 닭, 오리, 칠면조, 거위 등

## 이용
가축은 여러 가지 용도로 생활에 이용된다.

### 식자재
고기는 중요한 단백질 공급원이다. 소나 돼지, 닭, 오리 등의 고기를 식자재로 이용한다. 고기 이외에도 달걀과 같은 알이나 우유와 같은 젖이 식자재로 쓰인다.

### 옷
양의 털인 양모를 이용하여 실을 뽑아 옷감을 만든다. 소의 가죽으로 옷을 만들기도 한다.

## 같이 보기
- 가축화
- 가금